# Ternate (Indonésie)
Pour les articles homonymes, voir Ternate.
Ternate est une île de l'Est de l'Indonésie, appartenant à l'archipel des Moluques du Nord et située à 13,7 km à l'ouest-sud-ouest de Sidangoli, une localité de la côte occidentale de Halmahera. Administrativement, elle constitue une kota de la province des Moluques du Nord. Cette île montagneuse, dont le point culminant est le volcan Gamalama à 1 715 mètres, regroupait 204 215 habitants en 2014, sur une superficie d'environ 111,39 km2.

## Histoire

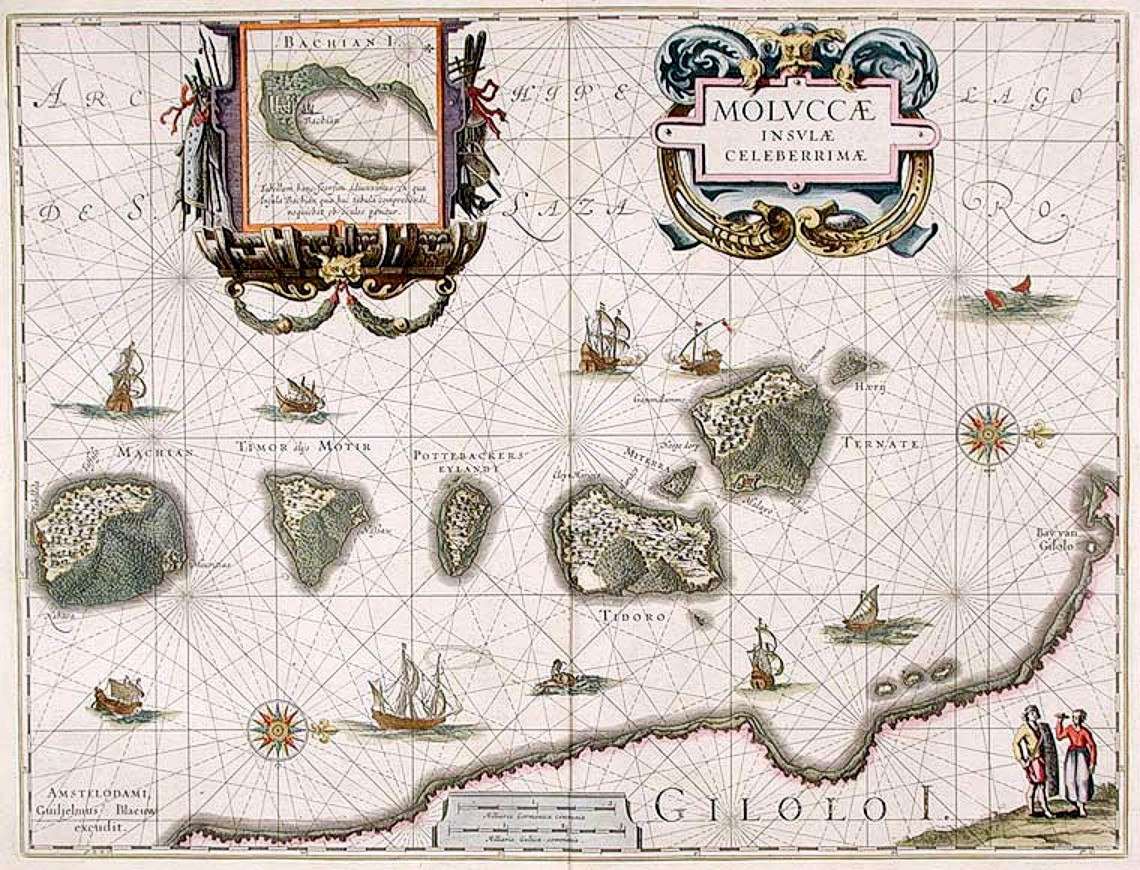
Carte de 1630 montrant les îles de Makian ("Machian"), Moti ("Motik"), Mare ("Pottebackers"), Tidore, Maitara ("Miterra"), Ternate, Hiri ("Herij") et Gilolo (Halmahera)

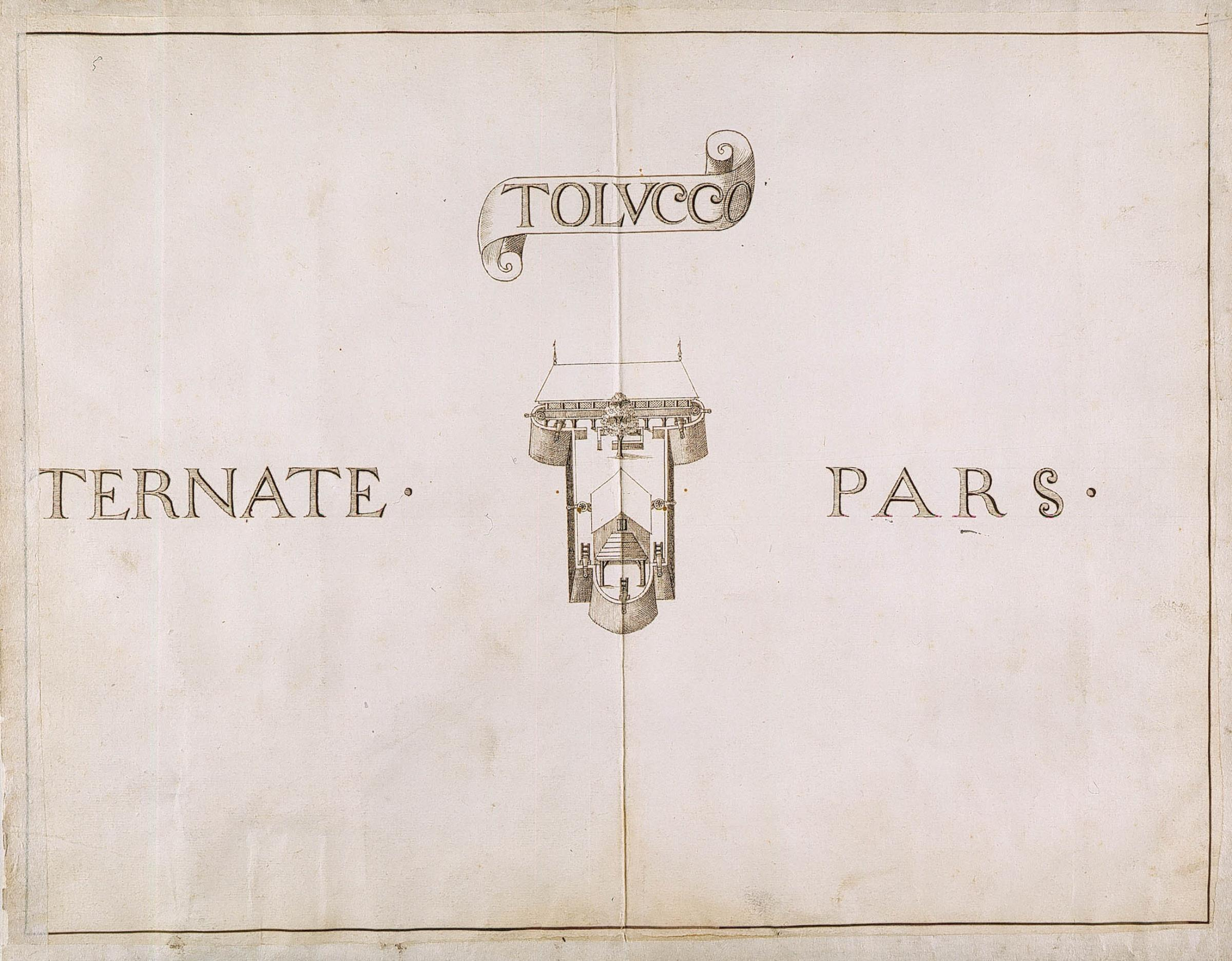
Carte du fort de Tolukko en 1651

Avec la conversion vers 1495, sous l'influence de la principauté musulmane de Gresik à Java, de son souverain, qui prend le nom de Zain al-'Abidin (1486-1500), Ternate est la première contrée des Moluques à s'islamiser.
Mais l'importance historique de Ternate réside surtout dans son rôle de principal entrepôt des Moluques du Nord, dans une région d'où provenaient traditionnellement les épices tant recherchées en Europe, le « clou de girofle » et la noix de muscade.
Le giroflier (Syzygium aromaticum) est en effet un arbre indigène à cette région. La noix de muscade, fruit du muscadier (Myristica fragrans) était depuis longtemps un produit d'exportation du nord des Moluques. Des auteurs datent l'introduction de la noix de muscade en Europe du VIe siècle apr. J.-C. En Asie du Sud, la noix de muscade est désignée par un nom sanscrit qui montre l'ancienneté de son usage dans la région. Quant au clou de girofle, le Ramayana, peut-être écrit vers 200 av. J.-C., le mentionne. Il était en tout cas connu des Romains au Ier siècle apr. J.-C., puisque Pline l'Ancien le décrit dans ses écrits. Plus généralement, des sources de l'Égypte, de la Chine, de l'Inde et de la Mésopotamie anciennes font référence à des épices non identifiées.
Une récente découverte archéologique suggère que le commerce du clou de girofle avec l'Occident pourrait en fait avoir commencé bien plus tôt. En effet, on a trouvé un clou de girofle parmi des restes calcinés sur le sol d'une cuisine incendiée du site mésopotamien de Terqa dans l'actuelle Syrie, daté de 1700 av. J.-C..

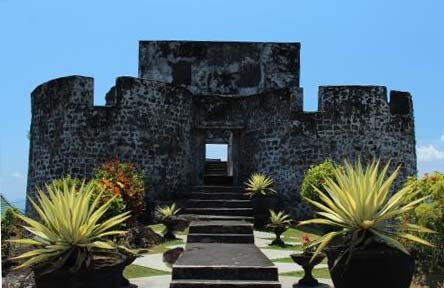
L'ancien fort portugais Tolukko en 2012

Jusqu'au XVIe siècle, la production de girofle reste confinée au nord des Moluques. Depuis des millénaires, des marchands indonésiens et asiatiques allaient l'y chercher. Du XVIe au XIXe siècle, Ternate est la raison pour laquelle les Portugais, les Espagnols, les Anglais et finalement les Néerlandais cherchent à contrôler la région et ses précieuses épices.
Les Portugais créent leur premier établissement permanent aux Moluques à Ternate en 1522. De Ternate, ils parviennent à imposer leur préminence dans le commerce des épices moluquois tout le long du XVIe siècle. Des périodes de conflit avec les rois et la population de Ternate alternent avec des périodes de coopération pacifique.
Au XVIe siècle, les Néerlandais sont en concurrence avec les marchands musulmans de l'ouest de l'archipel indonésien pour le commerce des épices. Au début du XVIIe siècle, les Néerlandais s'allient à Ternate contre les Portugais et les Espagnols. Leur objectif est le contrôle du commerce des épices. Pour Ternate, l'intérêt de cette alliance se situe dans le cadre de sa rivalité avec le sultanat de Tidore.  En 1605, les Néerlandais réussissent à s'emparer des forts portugais de Ternate. Ils en sont chassés l'année suivante par Pedro Bravo de Acuña, gouverneur général des Philippines espagnoles qui organise une puissante expédition dans les Moluques. La présence ibérique sur Ternate dure jusqu'en 1662,. En 1630, les Néerlandais établissent eux un port concurrent à Ambon. 
Dans les années 1670, la VOC (Compagnie néerlandaise des Indes orientales) s'allie au prince bugis Arung Palakka et conquiert le royaume makassar de Gowa ainsi que les sultanats de Ternate et Tidore. Au cours du XVIIe siècle, les Néerlandais finissent par expulser tous les autres marchands asiatiques et européens du commerce des épices moluquois.
Les Néerlandais ne tardent pas à entrer en conflit avec Ternate. À la fin du XVIIe siècle, un traité entre la VOC et le sultan de Ternate, qu'elle a vaincu, stipule que le girofle ne sera plus cultivé dans le nord des Moluques. Le commerce en est désormais concentré dans le centre des Moluques, dans les îles autour d'Ambon. 
Au cours du XVIIIe siècle, le but des Néerlandais sera d'isoler Ternate, Tidore et le nord des Moluques du monde extérieur. Ils décident de détruire les girofliers du nord des Moluques, la principale richesse de cette partie des Moluques, au profit de régions plus faciles à contrôler pour eux (au centre des Moluques).

Peu avant la révolution française, le physicien et abbé Pierre Bertholon (1741-1800) dans un mémoire sur les moyens de procurer ou de conserver la salubrité de l'air aux grandes Villes & à tous les lieux habités déplore que l'on détruise dans les villes trop souvent pestilentielles « tout ce qui pourroit corriger l’air, en arrachant le peu d’arbres et de végétaux qui se trouvent répandus dans leur divers quartiers », ajoutant en guise d'exemple : « on semble tous les jours oublier que Ternate (Indonésie) a donné un terrible exemple des malheurs résultants de la suppression de ces végéraux, & que les hollandois eurent fait couper les girofliers qui y étoient en grand nombre, il survint des maladies qui firent périr une multitude d’habitants. Les nouvelles observations de plusieurs physiciens sur la qualité d’air méphitique qu'absorbent les végétaux, & la quantité considérable d’air déphlogistiqué ou d’air vital qu'ils versent dans l’atmosphère, ces observations démontrent encore de la manière la plus convaincante, les avantages précieux que les plantes & les arbres en particulier peuvent procurer ». 

Depuis la fin du XVIIe siècle, les Néerlandais ne sont plus un simple concurrent parmi d'autres dans le commerce des épices de l'est indonésien. Ils sont devenus une puissance coloniale. Au cours des XVIIIe et XIXe siècle, le gouvernement colonial néerlandais cherchera à s'assurer la coopération des princes moluquois. Des objets européens, tels que pièces de monnaie, armures, armes et étoffes sont offerts comme présents aux cours alliées.

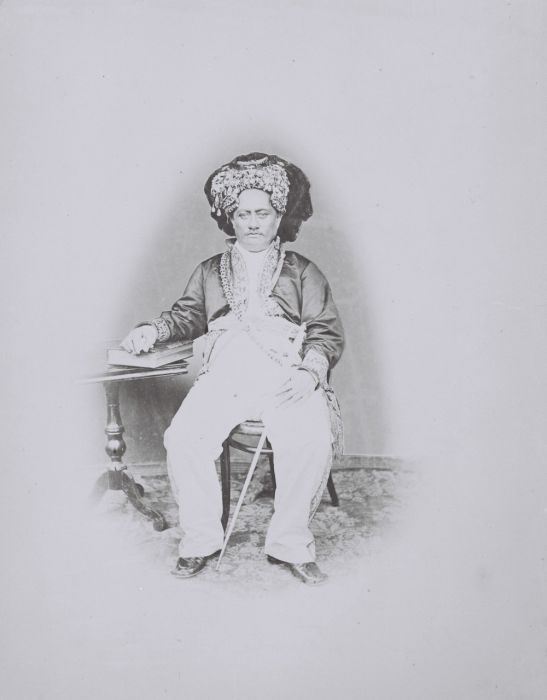
Le sultan de Ternate vers 1900

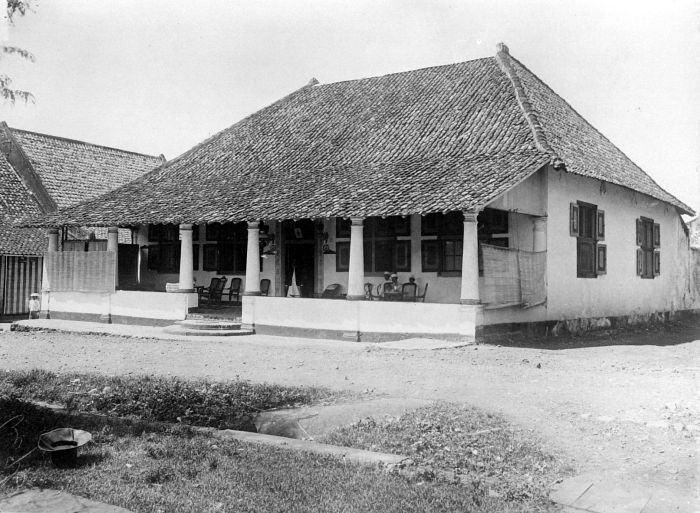
Maison coloniale à Ternate dans les années 1920

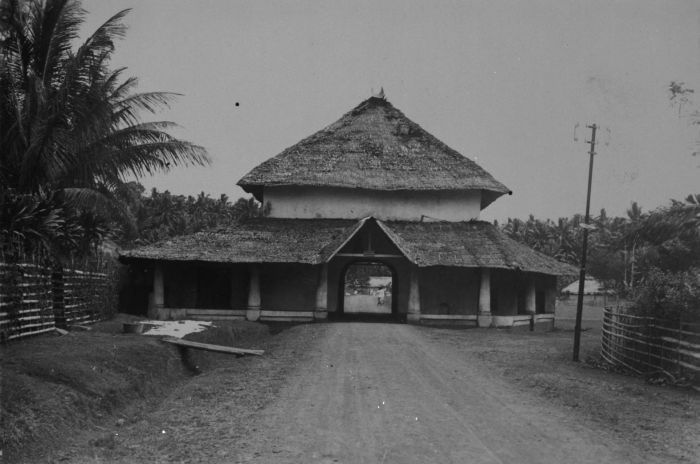
Porte du palais du sultan dans les années 1930

## Langue
La langue indigène de Ternate et des îles voisines est très différente de la plupart des autres langues de l'Indonésie, qui appartiennent généralement à la famille des langues austronésiennes. Dès les années 1890, on reconnaît que les langues de Ternate, Tidore ainsi que certaines langues de Halmahera forment un même groupe, les langues halmahera du Nord. En 1915, Van der Veen démontre que ces langues ne sont pas austronésiennes. On s'efforce d'inclure cette "famille nord-halmahera"  dans un ensemble dit papou occidental. En 1988, Voorhoeve constate que le ternate est parlé à Ternate, Hiri, Talimau et Moari (deux îles de l'archipel des Kayoa) et sur la côte ouest de Halmahera. À cette époque, le nombre de locuteurs à Ternate même est de plus de 30 000.
Une conséquence de la domination, à une époque, du sultanat de Ternate sur la région est la prédominance de formules dans le monde de la magie et des guérisseurs.
C'est à Ternate qu'on a trouvé le plus ancien document écrit en malais moderne connu à ce jour, sous la forme d'une lettre écrite en 1521 par le sultan Abu Hayat au roi Jean III de Portugal, aujourd'hui conservée aux Arquivos Nacionais Torre do Tombo de Lisbonne. Le dialecte malais parlé à Ternate est fortement influencé par le vocabulaire et la syntaxe des langues papoues occidentales.

## Transport
Air
L'aéroport Sultan Babullah est relié à Makassar (Sulawesi du Sud) et Manado (Sulawesi du Nord) par les compagnies Lion Air, Merpati et Wings Air.
Vol depuis et vers Jakarta opérée par Batavia.
Mer
Liaison avec Sofifi, la nouvelle capitale provinciale, située sur Halmahera, par de nombreux bateaux taxis (« speed boat ») embarquant 8 passagers maxi, durée environ 35-45 minutes.

## Archéologie

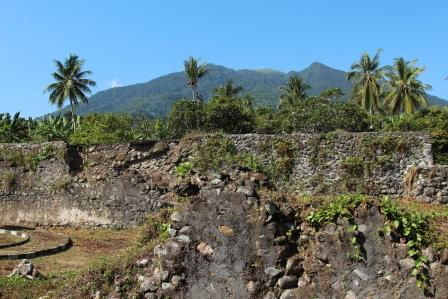
Ruines du fort Kastela

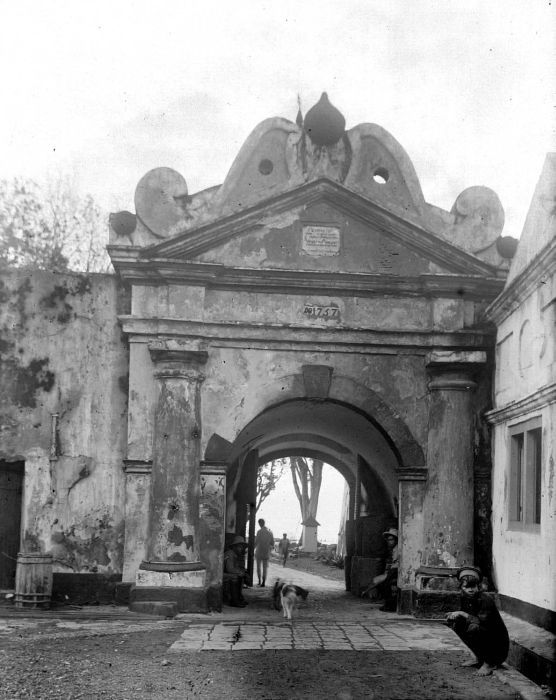
La porte d'entrée du fort Oranje à l'époque des Indes néerlandaises

En raison de l'importance économique et stratégique de Ternate du XVIe au XVIIIe siècle, la présence européenne a laissé plusieurs forts, dont certains sont encore intacts ou ont été restaurés :
- Fort de Kalamata,
- Fort Kastela,
- Fort Oranje,
- Fort Tolukko.

## Personnalités
Rexy Mainaky (1968-), joueur de badminton, champion olympique en double en 1996.

## Divers
L'île voisine de Ternate figure sur le verso des billets de 1000 rupies indonésienne. Face recto, Kapitan Pattimura y fait bonne figure. Guerrier de Ternate qui participa a l'eviction des Néerlandais de la région.

## Volcan
Ternate se trouve dans une zone tectonique très active, aux jonctions des plaques philippine, eurasienne et australienne. Zones de subduction et frottement. Les séismes sont très fréquents, et de fortes amplitude.
Toutes les îles de la région sont d'origine volcanique - basaltique.
Le volcan de Ternate est encore actif. Des coulées de lave solidifiée bordent l'aéroport.